# Huntington Avenue Grounds
O Huntington Avenue American League Base Ball Grounds, também conhecido como Huntington Grounds, foi um estádio de beisebol que existiu em Boston, Massachusetts, e que foi a primeira casa do Boston Red Sox (conhecido informalmente na época como o "Boston Americans" até 1908) entre os anos de 1901 e 1911.
O estádio foi o local do primeiro jogo da World Series entre a Liga Americana e a Liga Nacional, em 1903, e também viu o primeiro jogo perfeito na era moderna, lançada por Cy Young em 5 de Maio de 1904. O campo de jogo era bastante grande para os padrões modernos tendo 530 pés de distância no centro, mais tarde foi ainda expandido para 635 pés, em 1908. Havia também muitas peculiaridades não vistas em estádios de beisebol modernos, incluindo trechos de areia no campo externo onde a grama não iria crescer.
O Huntington Avenue Grounds foi demolido depois que o Red Sox o deixou no início da temporada de 1912 para jogar no Fenway Park. Uma estátua de Cy Young com uma placa foi erguida em 1993, onde costumava ser o montinho do arremessador, comemorando a história deste estádio no que hoje é chamado de Caminho da World Series.